# آکادمی گارد ساحلی ایالات متحده آمریکا
آکادمی گارد ساحلی ایالات متحده آمریکا (انگلیسی: United States Coast Guard Academy) دانشگاه نظامی متعلق به گارد ساحلی ایالات متحده آمریکا است، که در نیو لاندن، کنتیکت قرار دارد. این آکادمی که در سال ۱۸۷۶ تأسیس شد، به افسران آینده گارد ساحلی در یکی از نه رشته تحصیلی اصلی آموزش می‌دهد.
دانشجویان، افسران در حال آموزش هستند و به آنها کادت گفته می‌شود. پس از فارغ‌التحصیلی، کادت‌ها مدرک لیسانس علوم و مأموریت در گارد ساحلی ایالات متحده به عنوان پرچمدار دریافت می‌کنند. در ازای آموزش بدون بدهی خود که بیش از ۲۵۰،۰۰۰ دلار ارزش دارد، فارغ‌التحصیلان موظف به پنج سال خدمت فعال هستند و در صورت تحصیل در مدرسه پرواز یا مدرسه تحصیلات تکمیلی بعدی با بودجه دولتی، سال‌های اضافی نیز به آنها اضافه می‌شود. از تقریباً ۳۰۰ کادتی که هر تابستان وارد آکادمی می‌شوند، حدود ۲۵۰ نفر فارغ‌التحصیل می‌شوند. فارغ‌التحصیلان از بین نه رشته تحصیلی انتخاب می‌کنند و برنامه درسی آنها بر اساس عملکرد آنها در یک برنامه جامع شامل تحصیلات، رفتار نظامی، آمادگی جسمانی، شخصیت و رهبری درجه‌بندی می‌شود.